# Kusamba
Kusamba is een bestuurslaag in het regentschap Klungkung van de provincie Bali, Indonesië. Kusamba telt 5908 inwoners (volkstelling 2010).